# Jigaboo Apresenta O Quadrilátero: Quem Esteve Lá Sabe
Jigaboo Apresenta O Quadrilátero: Quem Esteve Lá Sabe é um álbum de rap surgido de um projeto do grupo paulista de rap Jigaboo. Foi lançado em 21 de junho de 2003, com o selo Virgin Records.

## O "Projeto Realidade" e o grupo "O Quadrilátero"
Em 1997, P.MC, um dos 3 rappers integrantes do grupo Jigaboo, entrou em contato com a FEBEM e fez apresentações dentro de algumas unidades. Com a imediata identificação dos adolescentes com a proposta, surgiu a ideia de reunir alguns adolescentes para compor uma música. Foi criado então o Projeto Realidade, uma parceria entre o setor de projetos especiais da Febem e o grupo de rap. O Jigaboo selecionou em um concurso 7 adolescentes para a gravação da música "Realidade", presente no primeiro disco do Jigaboo (As Aparências Enganam, 1999). A música, que acabou se tornando uma espécie de hino da FEBEM, foi composta conjuntamente entre o Jigaboo e os 35 adolescentes das unidades do Complexo do Tatuapé. Esses 35 adolescentes compositores, mais 7 adolescentes vocalistas, formaram o grupo O Quadrilátero.
Segundo P.MC, o Projeto Realidade tem como função mostrar a realidade desses adolescentes sob o ponto de vista "de quem está lá dentro" e colocar os jovens no mercado musical.
O projeto deu tão certo que em 2003 foi lançado o álbum Jigaboo Apresenta O Quadrilátero: Quem Esteve Lá Sabe
Em 2004 foi laçado o documentário "Microfone Senhora", de Rose Satiko Gitirana Hikiji, que relata a participação dos internos da antiga FEBEM em gravação da música "Realidade". Conforme relata a documentarista, "a parceria da FEBEM com o grupo Jigaboo (Projeto Realidade) teve continuidade por algum tempo: jovens internos e desinternados realizaram várias apresentações com o grupo em São Paulo e Minas Gerais. Os membros do grupo ainda hoje têm contato com alguns desses jovens."

## Faixas do Álbum
1. Introdução
	
2. Realidade
	
3. Quem Teve Lá... Sabe
	
4. Liberdade
	
5. Nem Vem
	
6. A Paz
	
7. Do Lado De Cá
	
8. Meu Truta Hip Hop
	
9. Segue A Sua Rota
	
10. UTI
	
11. Tão Bom
	
12. Relatos